# West-Tanjung Jabung
West-Tanjung Jabung (Indonesisch: Tanjung Jabung Barat) is een regentschap in de provincie Jambi op Sumatra, Indonesië. Het regentschap heeft 21.671 inwoners en heeft een oppervlakte van 5503 km². De hoofdstad van West-Tanjung Jabung is Kuala Tungkal.
Het regentschap grenst in het noorden aan de provincie Riau, in het oosten aan het regentschap Oost-Tanjung Jabung, in het zuiden aan het regentschap Batang Hari en in het westen aan de regentschappen Batang Hari en Muaro Jambi.
Tanjung Jabung Barat is onderverdeeld in 5 onderdistricten (kecamatan):
- Betara
- Merlung
- Pengabuan
- Tungkal Ilir
- Tungkal Ulu